# Автошлях О 090811
Автошля́х О090811 — автомобільний шлях довжиною 13,1 км, обласна дорога місцевого значення в Івано-Франківській області. Пролягає територією Тлумацького, Коломийського,Снятинського та Косівського районів від села Рожнів до селища міського типу Кути.

## Історія
Автошлях О090811 становить частину колишнього Автошляху Т 0904, більша ж частина якого Озеряни — Рожнів утворила Автошлях О 091402.
19 жовтня 2021 р. розпорядженням голови Івано-Франківської ОДА Світлани Онищук № 397 передано до сфери управління Державного агентства автомобільних доріг України на баланс Служби автомобільних доріг в Івано-Франківській області автомобільну дорогу О090811 Рожнів — Кути км 0+000-13+051, протяжністю 13,1 км, суміщеної з О091201 Попельники — Кобаки — Смодна.